# 若夫特內韋 (斯瓦托韋區)
49°50′30″N 38°9′26″E / 49.84167°N 38.15722°E
萊姆賈基夫卡（羅馬化：Lemziakivka），2024年9月前名为若夫特內韋（羅馬化：Zhovtneve），是位於烏克蘭東部的村莊，由盧甘斯克州斯瓦托韋區的特羅伊茨凱市鎮負責管轄。該村始建於1955年，面積15.1平方公里，海拔高度167米，2001年人口86，人口密度每平方公里5.7人。
2024年9月19日，乌克兰最高拉达将此村名字改为萊姆賈基夫卡。